# Lysande utsikter (1946)
Lysande utsikter (engelska: Great Expectations) är en brittisk dramafilm från 1946 i regi av David Lean. Filmen är baserad på Charles Dickens roman Lysande utsikter från 1861. I huvudrollerna ses John Mills, Bernard Miles, Finlay Currie, Jean Simmons, Martita Hunt, Alec Guinness och Valerie Hobson. 
1999 placerade British Film Institute filmen på femte plats på sin lista över de 100 bästa brittiska filmerna genom tiderna. 

## Rollista i urval
- John Mills - Pip som vuxen
- Jean Simmons - Estella som barn
- Valerie Hobson - Estella som vuxen, och som Molly
- Martita Hunt - Miss Havisham
- Finlay Currie - Abel Magwitch
- Francis L. Sullivan - Mr. Jaggers
- Bernard Miles - Joe Gargery
- Alec Guinness - Herbert Pocket som vuxen
- Anthony Wager - Pip som barn